# Ignaz Reiser (Bildhauer)
Johann Ignaz Reiser (* in Landshut, † 31. Dezember 1729 in Passau im Alter von etwa 65 Jahren) war ein deutscher Bildhauer des Barock.
Für die Burg Frauenhaus in Neuburg am Inn fertigte er 1705 ein hölzernes Krokodil an. 1709 erschuf er für den Brunnen im Hof von Schloss Neuburg am Inn eine Immaculata. Diese Figur ziert heute den Marktbrunnen in Hauzenberg.
In seiner Werkstatt beschäftigte Reiser von 1705 bis 1720 den böhmischen Bildhauer Johann Wenzeslaus Jorhan.